# Еверсманов хомяк
Еверсмановият хомяк (Allocricetulus eversmanni) е вид дребни бозайници от семейство Хомякови (Cricetidae). Разпространен е в степните области на Казахстан.

## Физически характеристики
Дължината на тялото е 20 – 30 cm, масата – около 500g продължителността на живота в плен е 2 – 4 години.

## Разпространение
Този гризач е познат в Западна Европа предимно като домашно животно. Междувременно е разпространен в диво състояние от равнините на Централна и Северна Азия до Западна Европа и все още може да се срещне в Източна Франция. Среща се в Северна България.

## Хранене
Изключително ненаситен и лаком, големият хомяк се храни с всичко, което му попадне: зърна, корени, грудки и плодове, но така също и с насекоми, яйца на птици, охлюви, гущери. Напада и земеделските култури, като и при тях не е особено придирчив: житни култури, картофи, захарно цвекло, моркови и много други. Опустошенията, които може да нанесе, са причина в някои райони да бъде системно унищожаван.
Хомякът пренася част от неизядената храна с двете торбички, които се намират от вътрешната страна на бузите му на в леговището си, където я складира. Леговището има поне два входа и голям склад за запаси. От складовете в различни посоки излизат галерии, които водят към помещенията за почивка и раждане.

## Местообитание и размножаване
Големият хомяк ползва две отделни подземни жилища: едно лятно и друго за зимата. Първото е предназначено главно за размножителния период и там женската ражда. Във второто хомякът натрупва значителни хранителни припаси, които му позволяват да се изхранва през зимата в своя подслон в състояние на „полулетаргия“, от която излиза само понякога за да се храни.
Големият хомяк може да пренесе до 50g зърна в бузните си торбички. Женската ражда от 4 до 20 малки след 20 дневна бременност.